# Евтушенко, Леонид Макарович
Леонид Макарович Евтушенко (укр. Леонід Макарович Євтушенко; 14 июля 1945 — 14 августа 2022) — советский гандболист, советский и украинский гандбольный тренер, заслуженный тренер УССР (1987).

## Биография
Окончил в 1970 году Киевский институт физической культуры (позже Национальный университет физического воспитания и спорта Украины), где преподавал в 2003—2005 годах как доцент кафедры спортивных игр. В 1975—1985 годах — тренер женских команд Киевской школы-интерната спортивного профиля. В 1985—1987 годах — главный тренер женской юниорской сборной СССР по гандболу, в 1987—1991 годах — тренер клуба «Автомобилист» (Бровары).
С 1991 по 1996 годы работал с женской юниорской сборной Украины, которая в 1994 году выиграла чемпионат Европы в Литве, а в 1996 году стала серебряным призёром чемпионата Европы в Польше. Главный тренер сборной Украины в 1996—2002 годах, с которой стал серебряным призёром чемпионата Европы 2000 года в Румынии — эта медаль стала первой и единственной на чемпионатах Европы у сборной Украины. В 1998—2000 годах тренировал киевский «Спартак», в 2000—2002 годах — запорожский «Мотор». С командой «Мотор» в сезоне 2000/2001 выиграл Кубок обладателей кубков ЕГФ.
Известные воспитанницы Евтушенко — Марина Вергелюк, Елена Радченко, Елена Цыгица, Елена Яценко. Одним из его ассистентов был Александр Гурский, проработавший с Евтушенко три года.
В 2008 году Леонид Макарович снова возглавил сборную Украины. Он руководил ей на чемпионате Европы 2010 года, на котором сборная выступила провально, заняв последнее место на втором групповом этапе и проиграв пять из шести встреч.
С того же года был тренером команды «Налоговый университет» города Ирпень, игравшую в чемпионате Украины и македонского клуба «Кометал». В 2015—2021 годах — преподаватель Броварского высшего училища физической культуры.

## Научные работы (в соавторстве)
Является соавтором следующих работ:
- Рівень технічної майстерності волейболістів різних вікових груп // Педагогіка, психологія та медико-біол. проблеми фіз. виховання і спорту: Зб. наук. пр. Х., 2003.
- Використання ефірного масла лаванди (ЕМЛ) в тренувальній діяльності баскетболістів з метою впливу на адаптацію до фізичного навантаження // Фіз. виховання студентів творчих спеціальностей: Зб. наук. пр. Х., 2003.
- Гандбол: Навч. програма для ДЮСШ, СДЮШОР, ШВСМ. К., 2003.
- Розробка програми експрес-діагностики функціонального стану спортсмена в умовах інтенсивних фізичних навантажень // Фіз. виховання студентів творчих спеціальностей: Зб. наук. пр. Х., 2004.